# Джонатан Банкс
Джонатан Рей Банкс (на английски: Jonathan Ray Banks) (роден на 31 януари 1947 г.) е американски актьор от киното и телевизията. Участва във филми като „Има ли пилот в самолета“, „48 часа“ и „Ченгето от Бевърли Хилс“. Най-известната му роля е тази на Майк Ърмантраут, която изпълнява в сериалите „В обувките на Сатаната“ и „Обадете се на Сол“.

## Избрана филмография
| Година | Филм                              | Оригинално заглавие             | Роля            | Режисьор     |
| ------ | --------------------------------- | ------------------------------- | --------------- | ------------ |
| 1978   | Завръщане у дома                  | Coming Home                     |                 | Хал Ашби     |
| 1979   | Розата                            | The Rose                        | ТВ промоутър    | Марк Райдел  |
| 1980   | Има ли пилот в самолета           | Airplane!                       | Гъндерсън       | екип         |
| 1982   | 48 часа                           | 48 Hrs.                         | Детектив Олгрен | Уолтър Хил   |
| 1984   | Ченгето от Бевърли Хилс           | Beverly Hills Cop               | Зак             | Мартин Брест |
| 1984   | Гремлини                          | Gremlins                        | Брент Фрай      | Джо Данте    |
| 2001   | Дънди Крокодила в Лос Анджелис    | Crocodile Dundee in Los Angeles | Милош Друбник   | Симон Уинсър |
| 2013   | Самоличност на аванта             | Identity Thief                  | Паоло Гордън    | Сет Гордън   |
| 2014   | Шефове гадняри 2                  | Horrible Bosses 2               | Детектив Хачър  | Шон Андърс   |
| 2019   | В обувките на Сатаната: Ел Камино | El Camino: A Breaking Bad Movie | Майк Ермантраут | Винс Гилиган |